# Las Grageras
Las Grageras es una aldea española del municipio de Alcalá la Real, perteneciente a la provincia de Jaén, en la comunidad autónoma de Andalucía.

## Toponimia
Recibe su denominación por el arroyo que atraviesa la aldea. El lugar puede aparecer referido como «Las Grageras» y «Grageras».

## Geografía
La aldea se encuentra a once kilómetros de Alcalá la Real.

## Descripción
Está formada por un grupo de casas muy dispersas que reúnen a no más de 352 habitantes. La mayoría de ellas están construidas en las proximidades del arroyo de las Grajeras, sobre un terreno muy infructífero y cortado en diferentes direcciones por barrancos y cañadas.

## Historia
Hacia mediados del siglo XIX, el lugar ya pertenecía a Alcalá la Real. Aparece descrito en el octavo volumen del Diccionario geográfico-estadístico-histórico de España y sus posesiones de Ultramar de Pascual Madoz con las siguientes palabras:

GRAGERAS: ald. con alc. p. en la prov. de Jaen: es uno de los 12 part. de campo en que está dividido el térm. de la c. de Alcalá la Real (V.), á cuya abadia y part. jud. corresponde, separada de ella una leg. larga al NO. Tiene 40 casas sin formar calles y todas á escepcion del cortijo del Cerrillo de muy reducidas dimensiones y cubiertas de retama, construidas sobre un terreno muy infructífero y cortado en diferentes direcciones por barranco y cañadas, y un nacimiento de agua potable poco abundante, sin pilar, del que se surten los vec. para sus necesidades. Convencidos los colonos de lo poco á propósito que son estas tierras para el cultivo de cereales, se ha empezado la plantacion del olivo, la higuera y otros distintos árboles de que se va poblando todo el térm. del part. á cuya der. empieza á levantarse la sierra de San Pedro. Para los datos de prod., riqueza, contr. etc., (V. Alcalá.)
(Madoz, 1847, p. 463)

## Demografía
En 2023, la entidad singular de población tenía empadronados 151 habitantes y el núcleo de población, 77.

## Economía
No es zona muy propicia para el cultivo de cereales, por lo que desde el siglo XIX se procedió a la roturación de algunas tierras para el cultivo del olivo. 

## Patrimonio
Especial interés presenta la ermita del pueblo, que tiene como titular a San Vicente. La nave es de planta rectangular y su torre cuadrada aparece en la cabecera de esta ermita, erigida a mediados del siglo XIX. La ermita está situada en parte alta y, enfrente de ella, existe una plaza que realza la vista de la iglesia, al igual que los dos grandes cipreses que, como grandes lanzas, apuntan hacia el cielo y contrastan con la cal que blanquea la ermita de esta pequeña y entrañable aldea.